# Троянди (альбом)
Троянди — десятий студійний альбом української співачки Тіни Кароль, випущений 12 квітня 2024 року. Платівка є чотирнадцятою в дискографії співачки та другою повністю україномовною.

## Опис
Альбом «Троянди» вийшов 12 квітня 2024 року. До нового альбому ввійшли раніше випущені пісні: «Троянди», «Вільні.Нескорені», «З тобою», «Не святі», «Мед», «One Nation Under Love» і дві нові пісні – драматичний фіт із SHUMEI «Стерва», яки вийшов у форматі синглу і трек «Вічно молоді».
Робота включає у себе патріотичні, мотиваційні пісні та романтичні балади. Як зазначає співачка, кожна композиція з альбому має свою особливу історію, оскільки час, коли з’явилися ці пісні, супроводжувався випробуваннями, через які проходять українці кожного дня.
“Для мене цей альбом є мотиваційним та душевним, хотілось заспокоїти серця в такий важкий час. Також цікавим фактом в альбомі, є дует з молодим талантом SHUMEI, «Стерва» очолила YouTube тренди у перший же день релізу. А також демо-версія однієї з пісень, яка записана на балконі. Я є автором майже всіх пісень і вперше виступила як аранжувальник і продюсер багатьох з них”, – зазначила Тіна Кароль.
Трек «Вічно молоді» суттєво відрізняється від  відомого стилю Тіни. Не боячись експериментів, співачка цього разу звернулася до електронної музики. Поєднання стильного звучання з космічними мелізмами Тіни створює заворожливу атмосферу.

## Список композицій
| Цифрове завантаження, стримінг | Цифрове завантаження, стримінг              | Цифрове завантаження, стримінг               | Цифрове завантаження, стримінг                                               | Цифрове завантаження, стримінг |
| #                              | Назва                                       | Автор слів                                   | Автор музики                                                                 | Тривалість                     |
| ------------------------------ | ------------------------------------------- | -------------------------------------------- | ---------------------------------------------------------------------------- | ------------------------------ |
| 1.                             | «Троянди»                                   | Тіна Кароль, Андрій Безкровний               | Тіна Кароль, Андрій Безкровний                                               | 2:50                           |
| 2.                             | «Вільні. Нескорені»                         | Тіна Кароль, Аркадій Олександров             | Тіна Кароль, Аркадій Олександров                                             | 3:24                           |
| 3.                             | «Вічно молоді»                              | Тіна Кароль                                  | Тіна Кароль                                                                  | 3:19                           |
| 4.                             | «З тобою»                                   | Тіна Кароль                                  | Тіна Кароль, Владислав Сулаков, Дмитро Ніколов, The Emillo, Олександр Крамер | 3:00                           |
| 5.                             | «Не святі»                                  | Тіна Кароль, Андрій Безкровний               | Тіна Кароль, Андрій Безкровний                                               | 2:51                           |
| 6.                             | «Мед»                                       | Тіна Кароль                                  | Тіна Кароль                                                                  | 3:25                           |
| 7.                             | «Стерва»                                    | Тіна Кароль, Андрій Безкровний               | Тіна Кароль                                                                  | 3:04                           |
| 8.                             | «One Nation Under Love (Ukrainian Version)» | Diane Warren, Тіна Кароль, Андрій Безкровний | Diane Warren                                                                 | 4:00                           |
| 9.                             | «Не святі (Remix)»                          | Тіна Кароль                                  | Boosin, Bloodless                                                            | 2:32                           |
| 10.                            | «Мед (Remix)»                               | Тіна Кароль                                  | Тіна Кароль                                                                  | 3:27                           |
| 11.                            | «Троянди (Demo Balcon)»                     | Тіна Кароль                                  | Тіна Кароль, Антон Попов                                                     | 2:49                           |
| 34:42                          |                                             |                                              |                                                                              |                                |

## Чарти

### Чарт Apple Music та Spotify
| Країна                                | Найвища позиція |
| ------------------------------------- | --------------- |
| Україна (Apple Music Top 200 Albums)  | 3               |
| Білорусь (Apple Music Top 200 Albums) | 57              |
| Україна (Spotify Top 50 Albums)       | 22              |

## Історія релізу
| Регіон  | Дата           | Формат                         | Видання    | Лейбл             | Дж.         |
| ------- | -------------- | ------------------------------ | ---------- | ----------------- | ----------- |
| Світ    | 12 квітня 2024 | Цифрове завантаження, стримінг | Стандартне | Самостійний реліз | [ 8 ] [ 9 ] |
| Україна | 8 березня 2025 | Вінілова платівка LP           | Стандартне | ТількиТак Records | [ 10 ]      |